# 凶间雪山
《凶间雪山》（英語：The Demon in the Mountain or Bleeding Mountain），2012年在中国大陆上映的惊悚片和恐怖片，改编自网络小说《相信谁》，导演周耀武、周文涛、王俊翔，主演吴卓羲、邓丽欣、TAE、孙祖杨、邓紫衣。

## 剧情
该片讲述5人组成的“飞鸟登山队”在贡嘎山遭遇到的神秘故事。

## 演出
| 演员   | 角色 | 备注               |
| 吴卓羲 | 尚海 | 第一男主角，山難死 |
| 邓丽欣 | 欣悅 | 第一女主角，割脈死 |
| 孙祖杨 |      | 山難死             |
| TAE    |      | 山難死             |
| 邓紫衣 | 羅伊 | 山難死             |

## 制作
该片中没有“鬼”出现。
该片在2012年的圣诞节前夕上映，获得非常差的口碑和票房。